# Universidad de las Artes Chugye
La Universidad de las Artes Chugye (en coreano: 추계예술대학교) es un instituto de Corea del Sur dedicado a la educación superior en las bellas artes. El campus está situado en Seodaemun-gu en el centro de Seúl, la capital del país. En 1973, la Universidad de las Artes ChuGye fue creada por la Fundación Escuela ChuGye bajo el espíritu de su fundador, el fallecido  Whang Shin-Duk, como una "Contribución a la Nación a través de la Educación", siendo llamado así en honor de ChuGye (que significa "Arroyo de Otoño").